# L'Apocalypse (Zoan Andrea)
 L'Apocalypse ou l'Apocalipsis Iesu Christi est un ouvrage imprimé à Venise par Alessandro Paganini en 1516, illustré de quinze gravures sur bois en relief en grande partie de l'artiste de la Renaissance italienne actif à Venise, Zoan Andrea.
Cet ouvrage permet de prendre la mesure de l'influence d'Albrecht Dürer à Venise, alors l'un des principaux centres pour la production de livres imprimés.

## Description
L'imprimeur respecte le parti pris révolutionnaire adopté par Dürer pour son Apocalypse, de mettre l'image en exergue, au recto, tandis que le texte se trouve rejeté au verso.
Zoan Andrea appose sa signature, sous les formes « ZAD », « Zova Andrea » ou « IA ».

## Analyse
Zoan Andrea reprend les compositions conçues par Dürer, sans pour autant en livrer des copies intégrales. Les différences tiennent d'une part au format, plus réduit, ainsi qu'au sens de lecture, chaque gravure étant en contrepartie par rapport à celles de Dürer et d'autre part, au dessin qui diffère dans les détails.
Les feuilles, bien que de très belle qualité, perdent en relief, en modelé et en complexité par rapport à celles de Dürer, qui demeurent inégalables.